# I Am the Club Rocker Tour
I Am The Club Rocker Tour  fue la gira mundial de la cantante rumana Inna para promocionar segundo álbum de estudio, I Am The Club Rocker. La gira comenzó el 13 de enero en Belgrado, Serbia, y finalizó el 19 de octubre de 2012 en Miami, Florida.

## Antecedentes
A finales de 2010 en una entrevista para la Pro TV, Inna dijo que estará de gira en los Estados Unidos por primera vez en el primer semestre de 2012. La gira comenzó el viernes 13 de enero de 2012 con una actuación en el Bel Expo Centar en Belgrado, Serbia. La cantante visitó varias ciudades de España, en un tour que pasó por Europa, Asia, África, Sudamérica y Norteamérica.

## Repertorio
Acto I
- Intro (Contiene elementos de "Alright")

1. « Hot»
2. «House Is Going On»
3. «Sun Is Up»
4. «Un Momento»

Acto II
- Interludio I

1. «Déjà Vu»(Con Bob Taylor)
2. «Señorita»
3. «Cry Me a River»(De Justin Timberlake)
4. «We're Going in the Club»
5. «Club Rocker»

Acto III
- Interludio II

1. «July»
2. «Moon Girl»
3. «No Limit»
4. «Put Your Hands Up»
5. «La Bamba»
6. « Wow»

Acto IV
- Interludio III

1. Medley:
  1. «Left Right»
  2. «Caliente» (Solo en México)
2. «Ladies»
3. «Amazing»
4. «Love» (Con Play & Win Remix)
5. «Endless»
6. «10 Minutes» (contiene elementos Dance Club Remix)

## Fechas
| Europa                   |                           |                      |                                                |
| 13 de enero de 2012      | Belgrado                  | Serbia               | Bel Expo Centar                                |
| 4 de febrero de 2012     | Ciudad Real               | España               | Pabellón Ferial                                |
| 15 de febrero de 2012    | Tignes                    | Francia              | Val Claret                                     |
| 2 de marzo de 2012       | Grisy-les-Plâtres         | Francia              | Palais de sports communautaire                 |
| 3 de marzo de 2012       | Rouen                     | Francia              | Maison Rose                                    |
| 20 de abril de 2012      | Toulouse                  | Francia              | Dune                                           |
| 21 de abril de 2012      | Luxemburgo                | Luxemburgo           | Luxexpo                                        |
| 28 de abril de 2012      | Sarajevo                  | Bosnia y Herzegovina | Dvorana Mirza Delibašić                        |
| 12 de mayo de 2012       | Odessa                    | Ucrania              | Park Residence                                 |
| 16 de mayo de 2012       | Saint-Leonard             | Suiza                | Salle des Fetes de Fribourg                    |
| 26 de mayo de 2012       | Stockholm                 | Suecia               | Ericsson Globe                                 |
| 1 de junio de 2012       | Zagreb                    | Croacia              | Green Gold Club                                |
| 3 de junio de 2012       | Kemer                     | Turquía              | Aura Club                                      |
| 5 de junio de 2012       | Deva                      | Rumania              | Stadionul Cetate (Deva)                        |
| 7 de junio de 2012       | Tallinn                   | Estonia              | Tallinn Song Festival Grounds                  |
| 9 de junio de 2012       | Murcia                    | España               | La Isla                                        |
| 20 de junio de 2012      | Bursa                     | Turquía              | Bursa Festivali 2012                           |
| 28 de junio de 2012      | St Etienne                | Francia              | Hall A                                         |
| 15 de julio de 2012      | Kemer                     | Turquía              | Aura Club                                      |
| 20 de julio de 2012      | Valencia                  | España               | Las animas del puerto                          |
| 2 de marzo de 2012       | Ibiza                     | España               | Amnesia                                        |
| 28 de julio de 2012      | Pula                      | Croacia              | Valkane Summer Beach                           |
| 5 de agosto de 2012      | Timisoara                 | Rumania              | Club Daos                                      |
| 17 de agosto de 2012     | Marbella                  | España               | Starlite Auditorio                             |
| 19 de agosto de 2012     | Ibiza                     | España               | Amnesia                                        |
| 22 de agosto de 2012     | Ploieşti                  | Rumania              | Ski Club                                       |
| Asia                     |                           |                      |                                                |
| 17 de mayo de 2012       | Doha                      | Catar                | Doha Arena                                     |
| África                   |                           |                      |                                                |
| 24 de agosto de 2012     | Alexandria                | Egipto               | Golf Porto Marina                              |
| América del Norte        |                           |                      |                                                |
| 16 de marzo de 2012      | Monterrey                 | México               | Espacio San Pedro                              |
| 18 de marzo de 2012      | Ciudad de México          | México               | Auditorio Nacional                             |
| 22 de marzo de 2012      | Puebla                    | México               | Estacionamiento Universidad Autónoma de Puebla |
| 23 de marzo de 2012      | Acapulco                  | México               | Playa Tamarindos                               |
| 30 de marzo de 2012      | Cancún                    | México               | Plaza Fórum Beach Club                         |
| 31 de marzo de 2012      | Mérida                    | México               | Hacienda Chichi Suárez                         |
| 5 de abril de 2012       | San Francisco, California | Estados Unidos       | Grand Night Club                               |
| 6 de abril de 2012       | Los Angeles, California   | Estados Unidos       | Vanguard LA                                    |
| 7 de abril de 2012       | Las Vegas, Nevada         | Estados Unidos       | Chateau Night Club @ Eiffel Tower              |
| 12 de abril de 2012      | Miami Beach, Florida      | Estados Unidos       | Mynt Club                                      |
| 13 de abril de 2012      | Seattle, Washington       | Estados Unidos       | Bell Harbor                                    |
| 22 de septiembre de 2012 | Morelia                   | México               | Palacio del Arte                               |
| 28 de septiembre de 2012 | Ciudad de México          | México               | Pepsi Center WTC                               |
| 29 de septiembre de 2012 | Villahermosa              | México               | Parque Tabasco                                 |
| 6 de octubre de 2012     | Ciudad de Guatemala       | Guatemala            | Parque de la Industria                         |
| 18 de octubre de 2012    | Chicago, Illinois         | Estados Unidos       | V-live                                         |
| 19 de octubre de 2012    | Bellevue, Washington      | Estados Unidos       | Meydenbauer Center                             |